# San Isidro Club
Il San Isidro Club, talora indicato tramite il suo acronimo SIC, è una società polisportiva argentina di San Isidro (Buenos Aires).
Fondato nel 1935 a seguito di una scissione societaria del più anziano consorzio sportivo cittadino, il Club Atlético de San Isidro, il SIC ha i suoi settori di punta nell'hockey su prato e nel rugby XV: in quest'ultima disciplina il club ha vinto 23 campionati URBA e 4 Nacional de Clubes, oltre ad aver fornito numerosi elementi alla Nazionale argentina di rugby.

## Storia

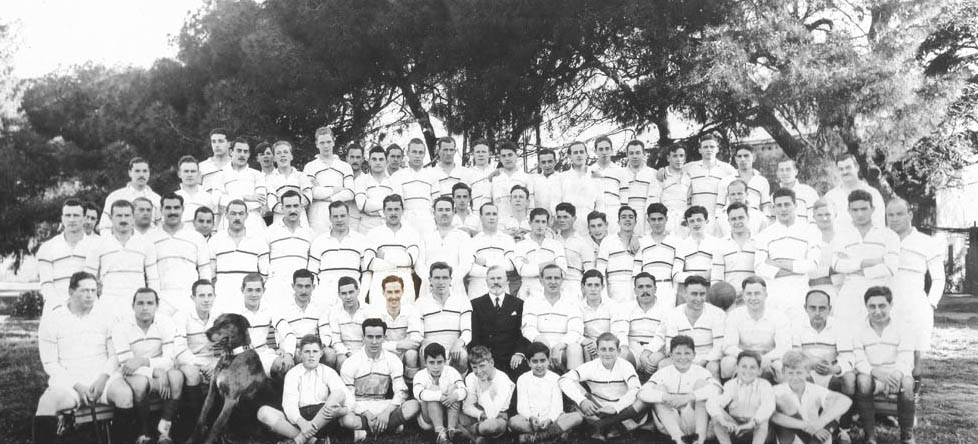
La squadra nel SIC in 1937.

Il club nacque il 14 dicembre 1935 a seguito di una scissione societaria del Club Atlético de San Isidro: pochi mesi prima, durante un terzo tempo seguente all'incontro con il Gimnasia ed Escrima di Buenos Aires, un giocatore del CASI si rovesciò maldestramente un bicchiere di vino sui pantaloni; un suo compagno di squadra, Jorge Conrad detto El Francés ("il Francese", in riferimento al Paese d'origine della sua famiglia), ricordandosi della data (quel giorno era il 14 luglio, anniversario della presa della Bastiglia a Parigi), disse «Noi siamo come i sanculotti», e togliendosi i pantaloni per solidarietà, rimase in mutande durante il resto della serata, imitato da altri commensali; avvertita dell'accaduto, la dirigenza del CASI due giorni dopo inflisse pesanti sanzioni agli undici giocatori coinvolti: essi subìrono sospensioni da uno a due anni.
Nonostante le negoziazioni, il CASI rimase irremovibile, anche a costo di schierare la squadra giovanile in campionato; tra i soci iniziarono a formarsi fazioni e il dissidio divenne talmente insanabile che, dopo le elezioni in cui il presidente uscente fu riconfermato, 440 membri del club, 278 uomini e 162 donne, diedero vita il 14 dicembre, in un'assemblea a parte, al San Isidro Club.
Il primo incontro disputato dal nuovo club fu il 4 maggio 1936, nel corso del Torneo Invitación, e fu una sconfitta 6-7; l'anno successivo disputò il campionato URBA e nel 1939 lo vinse; furono altri due i titoli nel decennio successivo (1941 e 1948), poi 22 stagioni senza vittorie, fino al 1970, anno in cui il SIC vinse in condominio con il Club Universitario di Buenos Aires.
Tutto il decennio dei settanta fu caratterizzato dal duello tra il SIC e il CASI: dal 1971 al 1980 le due squadre si divisero i titoli dell'URBA: i tre titoli consecutivi del CASI dal 1974 al 1976 interruppero le due serie di tre titoli in solitaria dal 1971 al 1973 e, poi, dal 1977 al 1980, del SIC che, nel decennio successivo, vinse altri cinque titoli, tre dei quali consecutivi dal 1986 al 1988.
In quel periodo il club, già tra i maggiori fornitori di giocatori alla Nazionale argentina, vide tre suoi elementi partecipare alla Coppa del Mondo di rugby 1987, la prima edizione di tale competizione: Diego Cash, Diego Cuesta Silva e Rafael Madero.
Negli anni novanta giunse il 20º titolo (1999), sotto la guida del giocatore-allenatore Marcelo Loffreda, vincitore, prima del citato, di altri 10 titoli come giocatore e altri due come allenatore; prodotto del vivaio del club, Loffreda militò in prima squadra per 20 anni, dal 1979 al 1999, prendendone contemporaneamente la guida tecnica nel 1994.
Dopo aver lasciato il club prese in carico i Pumas e li guidò al loro miglior risultato di sempre, il 3º posto alla Coppa del Mondo di rugby 2007.
Il titolo più recente risale al 2004, il 23° della serie, cui si assommano i 4 titoli vinti nel Nacional de Clubes, torneo nazionale argentino riservato stagionalmente a sedici squadre, otto delle quali provenienti dall'URBA.

## Stemma e colori sociali
I colori sociali del club sono il nero, l'azzurro e il bianco, come quelli originari del Club Atlético de San Isidro; a differenza di quest'ultimo, tuttavia, il colore predominante è il bianco: il simbolo del club è infatti uno scudo di tale colore, al cui centro in senso verticale corrono due bande affiancate, a sinistra azzurra e a destra nera.
Anche il disegno delle magliette riprende tali colori: ispirate nella foggia a quelle del CASI, da esse si differenziano perché invece di essere a strisce orizzontali completamente nere su sfondo bianco, esse sono nere per circa un terzo dello spessore, e azzurre (oggi più virate verso il celeste) per i rimanenti due terzi.
Tale è anche il colore delle magliette della squadra di hockey su prato.
I pantaloncini sia della prima tenuta che di quella alternativa sono bianchi, così come i calzettoni, uguali per entrambe le tenute, di un colore blu elettrico.
La maglietta della tenuta alternativa è, invece, completamente blu, di una tonalità lievemente più scura di quella usata per i calzettoni.
Su entrambe le maglie campeggia, sulla sinistra, il logo del club con l'acronimo SIC inscritto al suo interno (le lettere S e C in nero sui due lati bianchi del logo, la I in bianco, e leggermente rialzata rispetto alla S e alla C, a cavallo delle bande azzurra e nera).

## Rivalità con il Club Atlético de San Isidro
Essendo nato da una scissione societaria con il più anziano CASI, acronimo del Club Atlético de San Isidro, il SIC vanta una rivalità sportiva di lunga data; i due club, a tutto il 2009, hanno vinto insieme 56 titoli dell'Unión de Rugby de Buenos Aires (26 SIC, 33 CASI) e, in due occasione, nel 2005 e 2005, le due squadre si incontrarono nella finale per l'assegnazione del titolo (vinto quell'anno 2004 dal SIC e 2005 dal CASI); le due squadre si sono incontrate 112 volte dal 1935, con 58 vittorie del CASI, 44 del SIC e 10 pareggi.
L'incontro più recente tra le due squadre risale al 23 maggio 2009, vittoria per 19-17 del San Isidro Club.

## Giocatori di rilievo

### Rugby

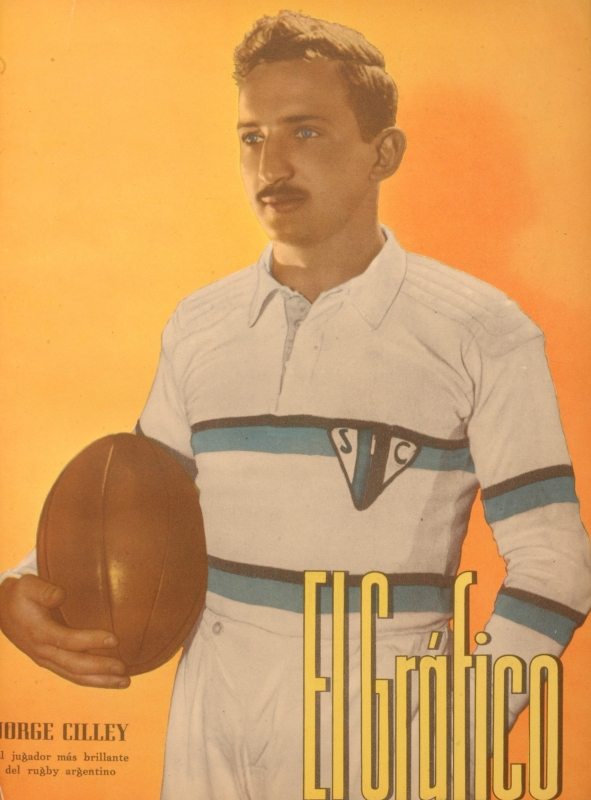
Jorge Cilley, giocatore nel 1939.

Numerosi giocatori del San Isidro Club hanno vestito la maglia della Nazionale argentina, e fin dal 1987 hanno partecipato alla Coppa del Mondo; tra i più noti figura il citato Marcelo Loffreda, tecnico internazionale, che militò in Nazionale dal 1979 al 1994 pur senza mai partecipare alla Coppa del Mondo, alla quale tuttavia prese parte in due edizioni come C.T. della Nazionale, nel 2003 e nel 2007, raggiungendo il terzo posto assoluto in quest'ultima edizione.
Tra i giocatori che passarono nel club vi fu anche un giovane Ernesto Guevara de la Serna, in seguito divenuto noto come Che Guevara: questi, tre quarti centro e ala, intorno al 1947, quando la sua famiglia si spostò a Buenos Aires e lui iniziò gli studi di Medicina, militò per un breve periodo nel San Isidro Club, nel quale anche suo padre aveva militato; a causa dell'asma del quale soffriva, tuttavia, dovette sospendere la pratica e dedicarsi solo agli studi.
Sono qui di seguito elencati alcuni dei più noti giocatori internazionali del club.
- Che Guevara
- Diego Albanese
- Diego Cash
- José Cilley
- Santiago González Bonorino
- Juan Manuel Leguizamón
- Marcelo Loffreda
- Gonzalo Longo
- Rolando Martín
- Santiago Meson
- Federico Serra
- Gonzalo Tiesi

## Palmarès

### Rugby
- Campionati URBA: 26
1939, 1941, 1948, 1970[5], 1971, 1972, 1973, 1977, 1978, 1979, 1980, 1983, 1984, 1986, 1987, 1988, 1993, 1994, 1997, 1999, 2002, 2003, 2004, 2010, 2011, 2019
- Nacional de Clubes: 4
1993, 1994, 2006, 2008
- Seven a side UAR/URBA: 11
1937, 1948, 1950, 1971, 1973, 1977, 1979, 1991, 1993, 2010 y 2018